# Xavier Rhodes
Xavier Rhodes (Miami, 19 giugno 1990) è un giocatore di football americano statunitense che milita nel ruolo di cornerback per i Dallas Cowboys della National Football League (NFL). Fu scelto nel corso del primo giro (25º assoluto) del Draft NFL 2013 dai Minnesota Vikings. Al college giocò a football all’Università statale della Florida.

## Carriera professionistica

### Minnesota Vikings
Considerato uno dei migliori defensive back selezionabili nel Draft NFL 2013, Rhodes aveva ottenuto un punteggio di 86.2/100 durante la NFL Combine, secondo assoluto tra i cornerback dietro Dee Milliner, che secondo le classifiche NFL per i draftabili lo poneva nella categoria dei titolari immediati. Il 25 aprile venne selezionato come venticinquesima scelta assoluta dai Minnesota Vikings, divenendo inoltre il primo cornerback proveniente da Florida State ad essere selezionato al primo giro dal 2006, edizione nella quale i San Diego Chargers selezionarono come diciannovesimo assoluto Antonio Cromartie. Il 25 luglio firmò un contratto quadriennale con la franchigia.

#### 2013
Rhodes debuttò come professionista partendo come titolare nella settimana 1 contro i Detroit Lions, mettendo a segno 3 tackle nella gara persa dai Vikings 24-34 al Ford Field di Detroit. Tuttavia nei seguenti 6 incontri Rhodes fu impiegato nelle rotazioni senza mai scendere in campo come titolare, facendo registrare il maggior numero tackle stagionali in una singola partita (7) contro i Green Bay Packers e complessivamente 19 tackle e 2 passaggi deviati. Tornato titolare nella settimana 9 contro i Dallas Cowboys, complice un infortunio occorso a Chris Cook, Rhodes mise a referto 6 tackle solitari prima di uscire fuori dal campo durante il 4º quarto per un infortunio al ginocchio che, assieme ad un altro infortunio alla spalla rimediato durante il 2º quarto dello stesso incontro, lo mise in forse per tutta la settimana successiva.
Ciò nonostante scese regolarmente in campo per la terza volta in stagione come cornerback titolare, disputando tuttavia una prova al di sotto della sufficienza (una cattiva copertura sul touchdown messo a segno su ricezione da Pierre Garçon ed una costosa pass interference in end zone tra i suoi errori maggiori) nell'incontro vinto dai Vikings 27-34 contro i Washington Redskins. Dopo esser tornato a ricoprire il ruolo di riserva nel match perso 20-41 dai Vikings in casa dei Seattle Seahawks, cui mise a referto 2 tackle, Rhodes cambiò decisamente passo disputando la prima di una serie di ottime partite tanto che indussero l'analista di NFL.com Chris Wesseling ad inserirlo tra i "potenziali Pro Bowler" nella lista dei migliori cornerback della lega e tra i meritevoli di una menzione per il premio di rookie difensivo dell'anno, subito a ridosso dei favoriti nella corsa al premio.
Contro i Packers disputò quella che senz'altro fino a quel momento fu la sua miglior partita in NFL, mettendo a referto ben 4 passaggi difesi (il massimo fatto registrare nel 2013 da parte di un cornerback dei Vikings in una singola gara) ed altri 4 tackle solitari ed ancora meglio fece la settimana seguente, quando con 6 tackle ed un passaggio difeso limitò uno dei migliori wide receiver della lega come Brandon Marshall a sole 4 ricezioni per 45 yard, contribuendo così alla vittoria ottenuta per 23-20 ai tempi supplementari dai Vikings, dopo ripetuti colpi di scena. Oramai divenuto stabilmente cornerback titolare della franchigia del Minnesota, Rhodes fu ancora una volta leader delle secondarie dei Purples nella settimana 16 quando, nel match poi perso 26-29 dai Vikings in casa dei Baltimore Ravens, mise a referto altri 3 tackle solitari, 3 passaggi deviati ed il primo fumble forzato in carriera.
Proprio quando sembrava aver trovato il miglior stato di forma psicofisica, Rhodes dovette però fare i conti con un infortunio alla caviglia che lo costrinse ad uscire fuori dal campo prima della fine del 4º quarto dell'incontro con i Ravens e ad usare le stampelle a bordo campo. Tale infortunio si rivelò in seguito più problematico del previsto (pur non essendo serio quanto una slogatura, a detta dello stesso Rhodes), tanto che alla fine il cornerback fu costretto a chiudere anzitempo la stagione saltando le successive due partite contro Philadelphia Eagles e Cincinnati Bengals e non riuscendo a recuperare in tempo neanche per l'ultimo incontro in programma domenica 29 al Mall of America Field contro i Lions.

#### 2014
Divenuto stabilmente il cornerback di riferimento dei Vikings, nella settimana 1, nella gara vinta dai Vikings per 34-6 in casa dei St. Louis Rams, Rhodes mise a segno un tackle e più in generale assieme a tutti i compagni di reparto limitò con successo i ricevitori di St. Louis che non riuscirono mai ad andare in touchdown nell'arco dell'intera partita. Nel finale di gara fu quindi costretto ad uscire per un infortunio all'inguine che non dovrebbe comunque compromettere la sua partecipazione nella gara di settimana 2.

#### 2015
Rhodes iniziò la stagione 2015 mettendo a referto 7 tackle nell'incontro del Monday Night Football in cui i Vikings furono sconfitti per 3-20 dai 49ers padroni di casa. La settimana seguente, in cui i Vikings tornarono alla vittoria sconfiggendo 26-16 i Lions rivali divisionali, Rhodes disputò un'ottima gara, mettendo a referto 6 tackle ed un passaggio deviato, ma soprattutto limitando Calvin Johnson, nei 13 snap in cui era in copertura sul wide receiver dei Lions, a sole 7 ricezioni completate per 62 yard ed un touchdown, vanificando tuttavia con una penalità un intercetto messo a segno dal compagno di squadra Harrison Smith.

#### 2016
Nell'undicesimo turno della stagione 2016, Rhodes fu premiato come miglior difensore della NFC della settimana dopo avere fatto registrare due intercetti ai danni di Carson Palmer degli Arizona Cardinals, ritornando il primo dei quali per 100 yard in touchdown. A fine stagione fu convocato per il primo Pro Bowl in carriera.

#### 2017
Il 30 luglio 2017, Rhodes firmò con i Vikings un rinnovo quinquennale sulla base di 70 milioni di dollari, di cui 41 garantiti alla firma e 12 di bonus. Durante la stagione regolare si confermò come uno dei migliori cornerback della lega, tanto da guadagnarsi la sua seconda chiamata al Pro Bowl e l'inserimento nel First-team All-Pro come cornerback (oltre che quello nel Second-team All-Pro come defensive back) da parte dell'Associated Press.

#### 2019
Nel 2019 Rhodes mise a segno 63 tackle e un fumble forzato, venendo convocato per il suo terzo Pro Bowl al posto di Richard Sherman impegnato nel Super Bowl LIV. La selezione fu in qualche modo controversa perché Rhodes faticò in copertura per tutta la stagione, concedendo un passer rating di 124, l'82% di passaggi completati e 10 yard per passaggio agli avversari quando era in marcatura.

### Indianapolis Colts
Il 26 marzo 2020 Rhodes firmò un contratto di un anno con gli Indianapolis Colts. Nel terzo turno fu premiato come giocatore offensivo della AFC della settimana dopo avere fatto registrare 2 intercetti, di cui uno ritornato per 44 yard in touchdown, e 2 passaggi deviati contro i New York Jets.

## Palmarès
- Convocazioni al Pro Bowl: 3

2016, 2017, 2019
- First-team All-Pro: 1

2017
- Difensore della NFC della settimana: 1

11ª del 2016
- Difensore della AFC della settimana: 1

3ª del 2020

## Statistiche
Fonte: NFL.com
| 2013   | Minnesota Vikings | 13 | 6  | 48  | 41  | 7  | 0 | -- | 10 | -- | --  | 0    | --   | -- | 1 |
| 2014   | Minnesota Vikings | 16 | 16 | 49  | 39  | 10 | 0 | -- | 18 | 1  | 0   | 0    | 0    | 0  | 0 |
| 2015   | Minnesota Vikings | 16 | 16 | 58  | 55  | 3  | 0 | -- | 11 | 1  | 0   | 0    | 0    | 0  | 0 |
| 2016   | Minnesota Vikings | 14 | 14 | 52  | 44  | 8  | 0 | 0  | 11 | 5  | 133 | 26,6 | 100T | 1  | 1 |
| 2017   | Minnesota Vikings | 16 | 16 | 56  | 44  | 12 | 0 | -- | 10 | 2  | 23  | 11,5 | 21   | 0  | 0 |
| Totale | Totale            | 75 | 68 | 263 | 223 | 40 | 0 | 0  | 60 | 9  | 156 | 17,3 | 100  | 1  | 2 |

Statistiche aggiornate alla stagione 2017